# علی بن یولوق عثمان
علی بن یولوق عثمان و یا علی بیگ پسر قرا یولوق عثمان و پدر اوزون‌حسن آق‌قویونلو و همچنین همسر سارا خاتون بوده‌است.

## حاکمیت
در سال ۱۴۳۵-میلادی به حاکمیت دیاربکر رسید و در راه رسیدن به رهبری اتحادیهٔ طوایف چهارگانه آق‌قویونلو، مبارزات و نبردهایی را مدیریت می‌کرد که در نهایت، موفق شد برای مدتی به رهبری آق‌قوینلوها برسد.
در مبارزات داخلی و خارجی موفق به کسب پیروزی‌هایی شده بود. علی بیگ از این موضوع که به تنهایی نمی‌تواند به روند این پیروزی‌ها ادامه دهد، به خوبی مطلع بود، پس تصمیم گرفت با سلطان‌نشین‌های مصر متحد شود و با ایشان قراردادهایی را به امضا برساند، طبق این قراردادها، حاکم مصر ملک اشرف، برای کمک به علی بیگ، ۵۰ هزار نفر نیروی جنگی فرستاد. اما با این وجود، علی بیگ در نبردی که با برادرش حمزه بیگ بر سر قدرت داشتند، شکست خورد و دیاربکر به دست نیروهای حمزه بیگ افتاد. علی بیگ پس از این مغلوبیت راه مصر را درپیش گرفت، اما در راه مصر عمرش به دنیا باقی نبود و از دنیا رفت.

## خانواده
علی بیگ با سارا خاتون ازدواج کرد و حاصل این ازدواج ۸ فرزند بود، علی بیگ صاحب ۷ فرزند پسر و یک فرزند دختر بود:
- اوزون حسن (مؤسس و اولین پادشاه سلسله آق‌قویونلو)
- جهانگیر بیگ
- حسین بیگ
- جهانشاه بیگ
- اسکندر بیگ
- ابراهیم بیگ
- اُویس بیگ
- خدیجه بیگم - که با شیخ جنید ازدواج کرد.

1. ↑  Ağqoyunlu - Encyclopedia Iranica
2. ↑  Faruk Sümer - Akkoyunlar, səh. 272